# ویرجینال
ویرجینال یک ساز صفحه کلیدی از خانواده سازهای هارپسیکورد است. که نواختن آن در اواخر دوره رنسانس و اوایل دوره باروک در اروپا رایج بود.

## توضیحات
ویرجینال یک شکل کوچک‌تر شده و ساده ترشده از هارپسیکورد است و در هر کلید یک سیم وجود دارد و شما فقط قادر به زدن یک نت با هر کلید هستید. بیشتر این سازها، بدون پایه ساخته شده‌اند و برای نواختن روی میز قرار داده می‌شوند. ولی بعداً مدل‌های بعدی این ساز با پایه ساخته شد.

## سازوکار
مکانیسم ویرجینال‌ها همانند ساز هارپسیکورد است، زیرا سیم‌های آن با یک زخمه به یک جک متصل شده‌است.
با این حال، قاب آن مستطیلی یا چند ضلعی است و تارهای آن فقط یک نت را اجرا می‌کنند. تارها یا در یک انتها مانند هارپسیکول بریده می‌شوند، و نزدیک به وسط، صدای غنی تر و شبیه فلوت تولید می‌شود.

## نام‌شناسی
منشأ نام این ساز نامعلوم است. ممکن است از لاتین virga به معنی میله گرفته شود، و شاید منظور جک‌های چوبی است که در انتهای کلیدها قرار دارد، اما این ثابت نشده‌است. احتمال دیگر این است که این نام از کلمه باکره گرفته شده‌است، زیرا این ساز بیشتر توسط زنان نواخته می‌شد. یا شاید منشأ نام آن از صدای آن، که شبیه صدای دختر جوان است برگرفته شده (vox virginalis). دیدگاه دیگر این است که این نام از مریم مقدس گرفته شده‌است زیرا راهبه‌ها برای همراهی سرودها به او افتخار تقدس می‌دادند.
در انگلستان، در دوران الیزابت و یعقوب، هر ساز کیبورد زهی اغلب به عنوان یک ساز بکر توصیف می‌شد و به هرپسیکال یا در یک کلاویکورد یا اسپینت نیز ویرجینال گفته می‌شد، شاهکارهای ویلیام برد و معاصرانش غالباً بر روی هارپسیکوردهای سایز بزرگ، ایتالیایی یا فلاندرایی اجرا می‌شدند، و نه تنها بر روی ویرجینال‌ها که امروزه به آن می‌گوییم.

## تاریخچه
ریشه این ساز که صفحه کلید روی آن اعمال شده‌است، احتمالاً از قرن پانزدهم می‌آید اولین ذکر این کلمه در Paulus Paulirinus از پراگ (1413-1471) Tractatus de musica در حدود ۱۴۶۰ وجود دارد که در آن می‌نویسد: "ویرجینال یک ساز به شکل کلاویکورد است، دارای سیم‌های فلزی که به آن یک صدا می‌دهد. ای سیم دارای ۳۲ رشته سیم است که با ضربه زدن به انگشتان بر روی کلیدهای برجسته حرکت می‌کند و در دو مرحله کامل و نیم حالت لحنی دلپذیر ایجاد می‌کند. به این ساز ویرجینال گفته می‌شود، زیرا مانند یک ویرجینال، با صدای ملایم و بدون مزاحمت به نظر می‌رسد. " OED اولین اشاره خود را به انگلیسی در ۱۵۳۰، هنگامی که پادشاه هنری هشتم پنج ساز به این نام خریداری کرد، ثبت می‌کند. ویرجینال‌های کوچک اولیه یا در دامان یا معمولاً روی میز قرار می‌گرفتند اما تقریباً همه نمونه‌های بعدی با غرفه‌های خود ارائه می‌شدند.
اوج شکوفایی ویرجینال‌ها در نیمه دوم قرن شانزدهم تا اواخر قرن هفدهم بود و که در انگلستان که به اسم اسپینت و در آلمان به اسم کلاویکورد شناخته می‌شد تحت الشعاع قرار گرفت. توضیحات بیشتر در (پایین)

## انواع

### ویرجینال اسپینت

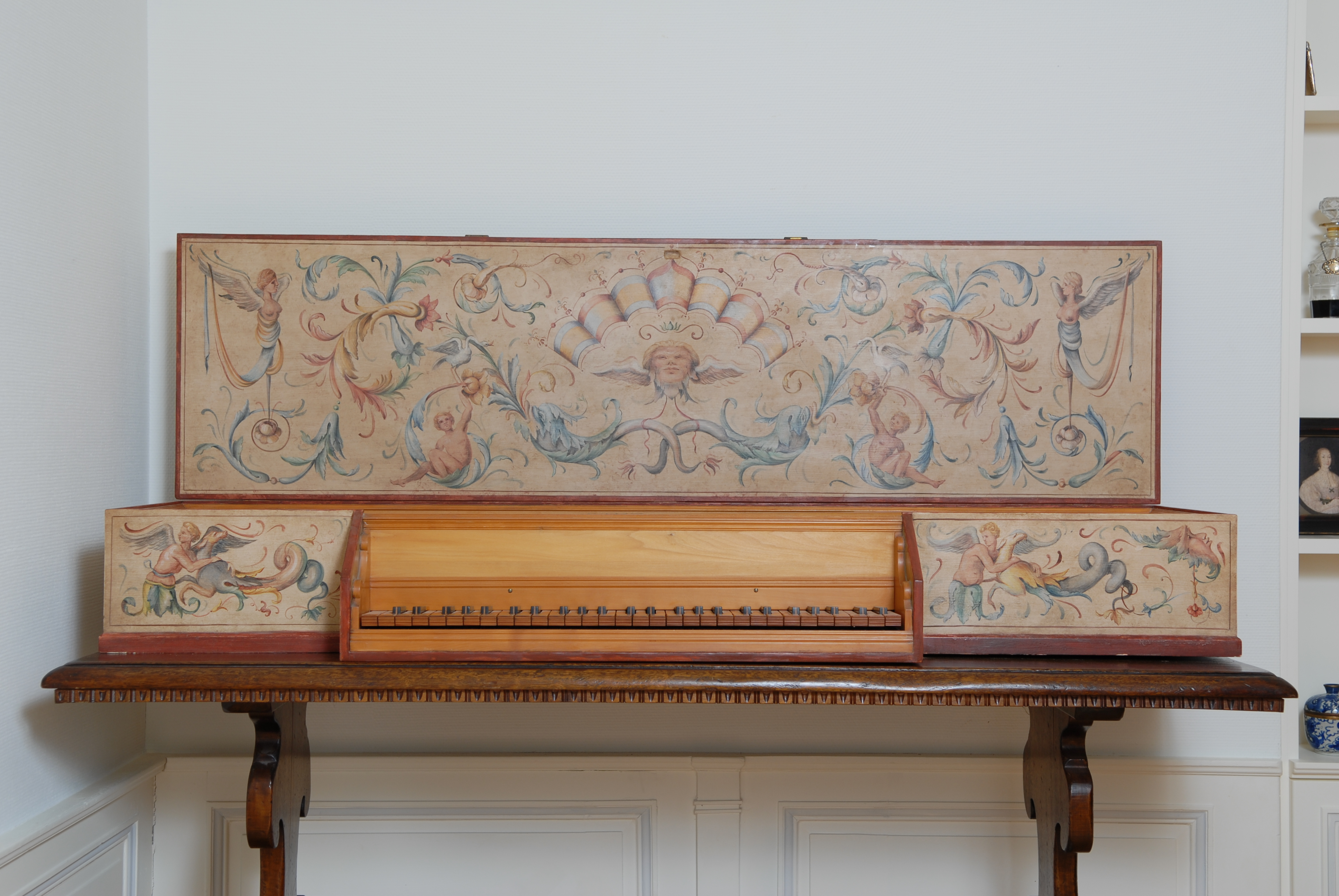
اسپینتا ایتالیایی یا ویرجینال ۱۵۸۶ برخلاف نمونه‌های فلاندری، به صفحه کلید توجه کنید.

ویرجینال اسپینت (نباید با ساز (اسپینت) اشتباه گرفته شود) عمدتاً در ایتالیا (ایتالیایی: spinetta)، انگلستان و فلاندرس (هلندی: spinetten) ساخته می‌شدند. صفحه کلید در سمت چپ قرار گرفته‌است، اگرچه از قسمت خرک در هارپسیکورد فاصله بیشتری نسبت به کلید دارند. این رایج‌ترین ترتیب برای سازهای مدرن است و سازی که به «ویرجینال» توصیف می‌شود. تفاوتهای اصلی در ساخت و ساز ای سازها عمدتاً در نحوه قرارگیری صفحه کلید است: سازهای ایتالیایی همیشه دارای صفحه کلیدی بودند که از قاب بیرون می‌آمد، در حالی که ویرجینا آلمانی‌ها صفحه کلید خود را در یک قاب کوچک قرار داده بودند. جعبه سازهای ایتالیایی از چوب سرو ساخته شده بود و ساخت ظریفی داشت، در حالی که ویرجینال شمالی (آلمانی) معمولاً قوی تر از صنوبر بودند. ویرجینال‌های اولیه ایتالیایی معمولاً دارای شکل شش ضلعی بود، و چند نمونه اولیه فلاندر نیز به همین ترتیب ساخته شده‌است. از حدود ۱۵۸۰، تقریباً تمام ویرجینال مستطیل شکل بودند، مدلهای ایتالیایی اغلب دارای قاب بیرونی مانند هارپسیکال آن کشور بودند. تعداد کمی از ویرجینال‌های انگلیسی باقی مانده‌اند که همه آنها کهنه شده‌اند. آنها عموماً طرح‌های فلاندری را دنبال می‌کنند، اما دارای درب سرپوش دار هستند.

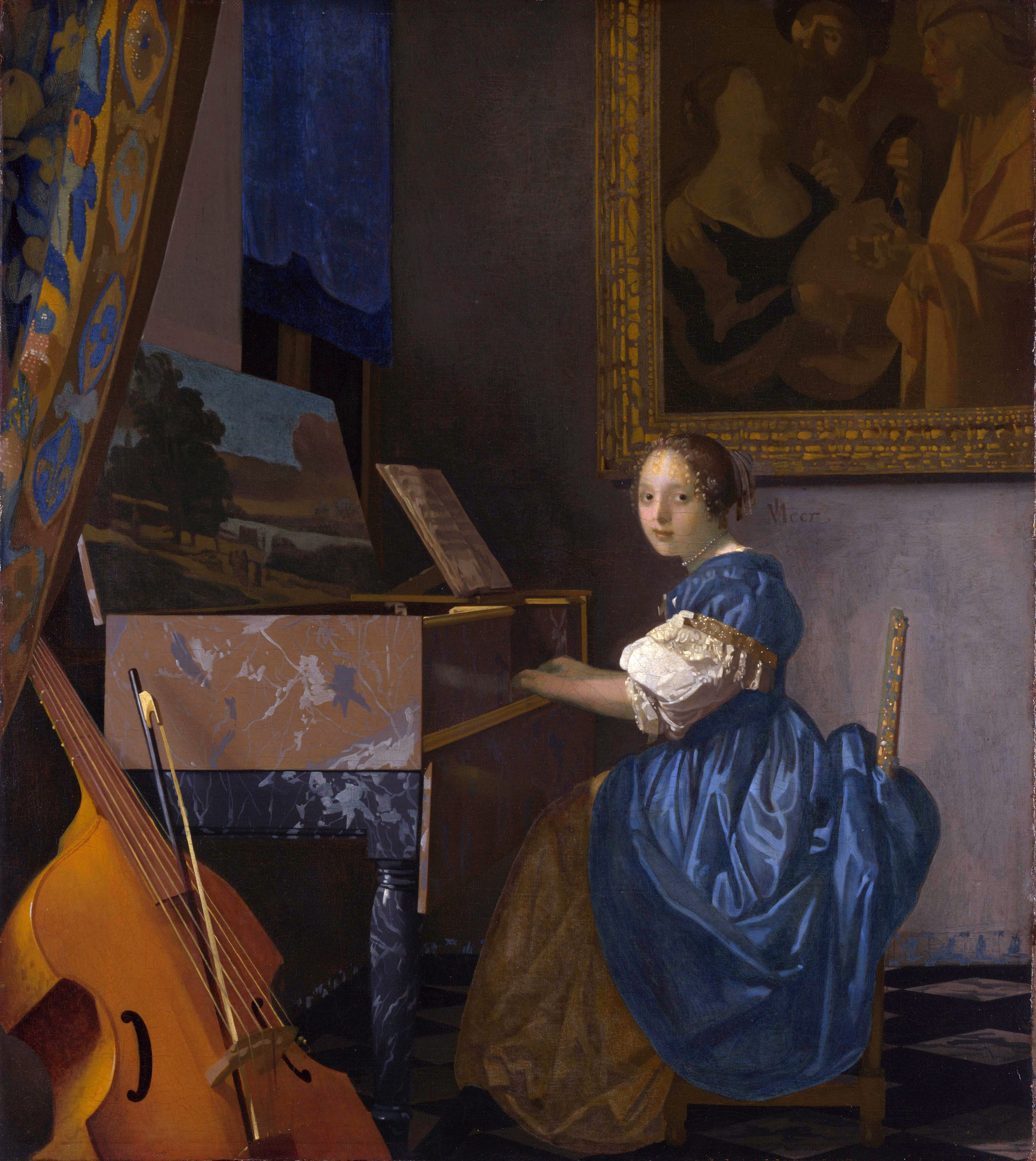
زن در موزه، نوشته یوهانس ورمیر، c. 1672 (گالری ملی، لندن). به صفحه کلیدی که در سمت راست قرار دارد توجه کنید.

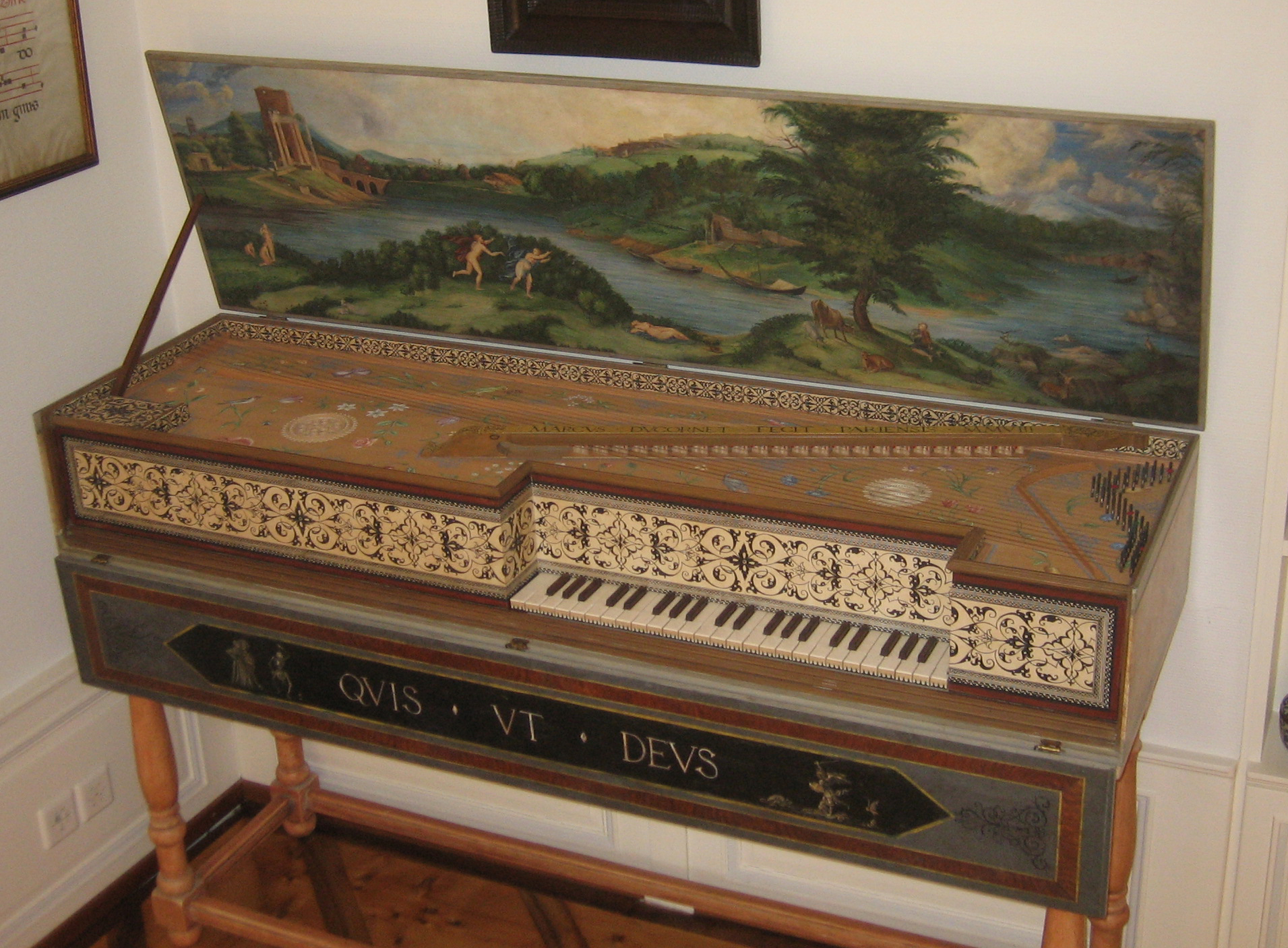
موزه مدرسه راکرز. به صفحه کلید سمت راست کیس توجه کنید.

مدل Muselars فقط در شمال اروپا ساخته شد. در این مدل، صفحه کلید درست در مرکز قرار می‌گیرد وطول سیم‌ها یک سوم نسخه‌های دیگر است؛ این ساز صدایی گرم، غنی و پر طنین با لحن قوی می‌دهد. ولی این خوبی بهایی دارد: جک‌ها و کلیدهای دست چپ به ناچار در وسط کمان صوتی این ساز قرار می‌گیرند، در نتیجه هرگونه نویز مکانیکی از آنها تقویت می‌شود. علاوه بر سر و صدای مکانیکی، از لرزش سیم‌ها هنگام کشیدن زخمه بر روی نقطه مرکزی سیم‌ها هنگام پخش صدای بم صدا تکرار می‌شود و نواختن این ساز را دشوار می‌کند، زیرا حرکت سیم هنوز هم در اتصال مجدد به زخمه قرار گرفته اختلال ایجاد می‌کند. دانشمندن و نوازنده قرن هجدهم (ون بلانکنبرگ) نوشت که سیم‌ها ویرجینال مدل موزلار هنگام نواختن «مانند خوک‌های جوان در غرش می‌کنند». بنابراین muselar برای نواختن موسیقی آکورد و ملودی مناسب تر بود. همچنین می‌توان موزال را با یک باس گیر موسوم به harpichordium (همچنین arpichordium) مجهز کرد که شامل قلاب‌های سربی است که به آرامی در انتهای تارهای باس به گونه ای اعمال می‌شوند که سیم در حال ارتعاش در برابر قلاب صدای وزوز و خروپف ایجاد می‌کند.
Muselarsها در قرن‌های ۱۶ و ۱۷ محبوب بودند و همه جا آنها را با پیانو راست که در اوایل قرن ۲۰ ساخته شده‌اند مقایسه می‌کردند، اما مانند سایر انواع ویرجینال‌ها در قرن ۱۸ از استفاده خارج شدند.

### اوتاوینی

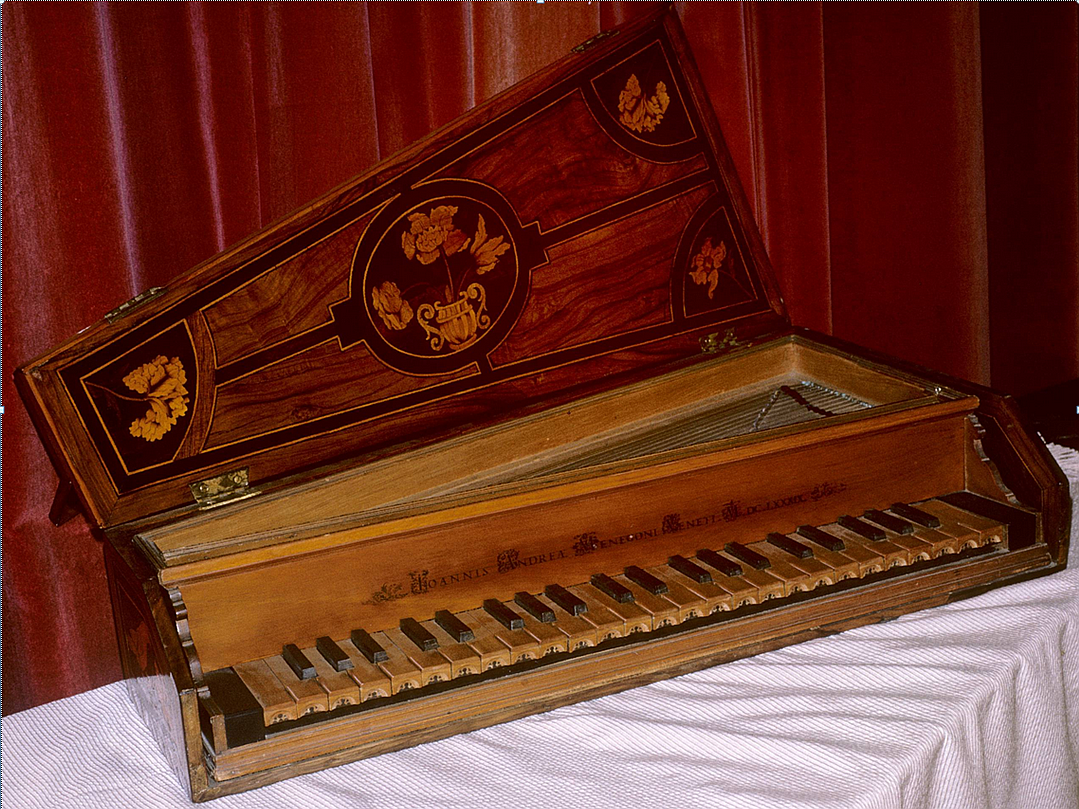
1689 Menegoni Ottavino از مجموعه صفحه کلید Hans Adler. [http://hansadlercollection.blogspot.ca/2012/12/menegoni-virginal-or-ottavino.html

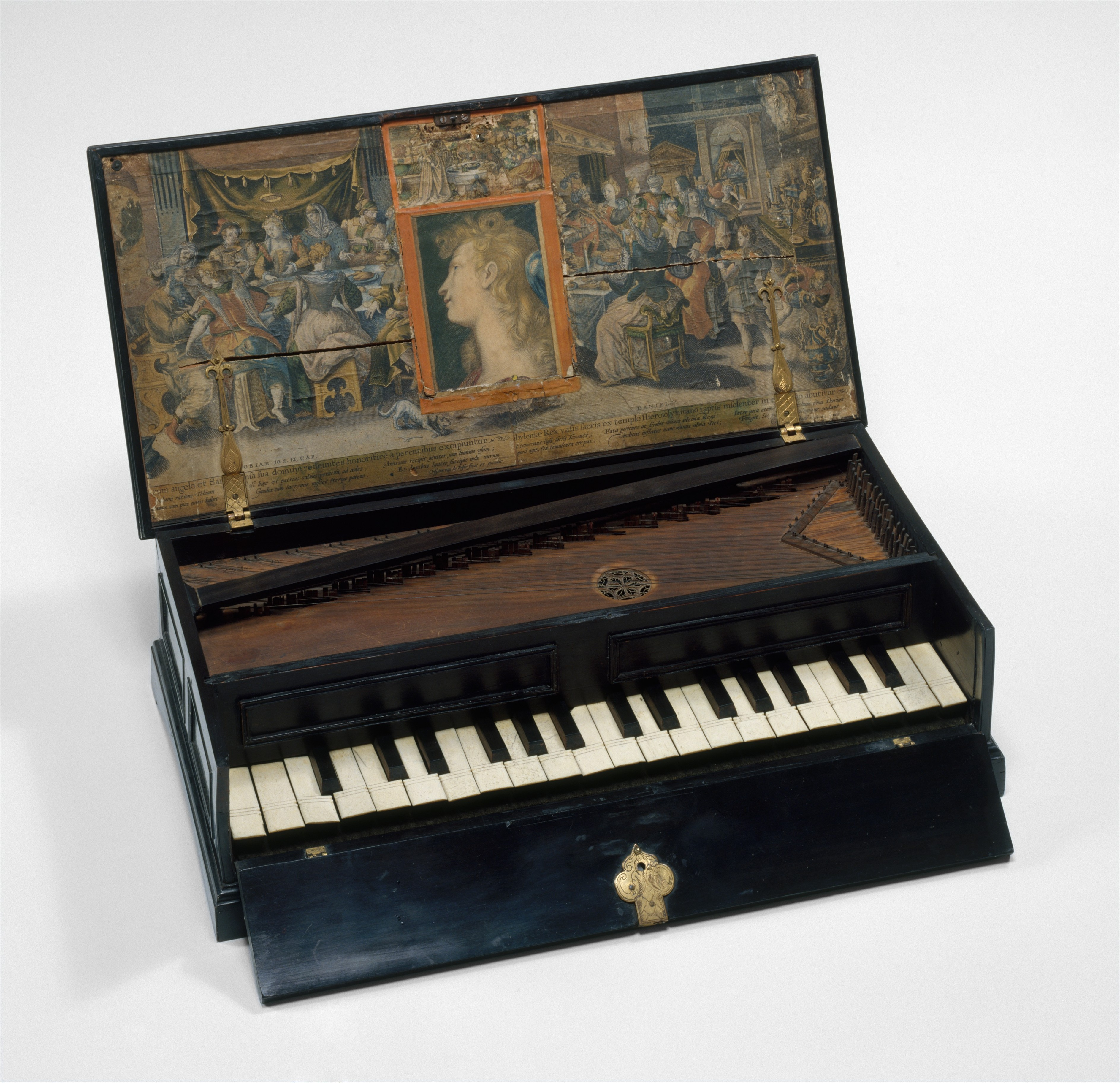
هشت ضلعی مستطیلی، حدود ۱۶۰۰، موزه هنر متروپولیتن.

هر دو سازنده ایتالیایی و شمالی یک مینی ویرجینال کوچک به نام اوتاوینو تولید کردند. ارتفاع مینی اوتاوینو یک اکتاو بالاتر از ساز بزرگتر بود. در سنت فلاندر اغلب اینها - شاید همیشه - همراه ویرجینال‌های بزرگ فروخته می‌شد، که می‌توان اوتاوینو را به آن متصل کرد و به دو ویرجینال تبدیل کرد (زیر را مطالعه کنید). در سنت ایتالیایی، اوتاوینو معمولاً یک ساز جداگانه برای خود بود که بدنه بیرونی، درست مانند سازهای بزرگتر ایتالیایی ساخته شده بود.

### ویرجینال‌های دوقلو

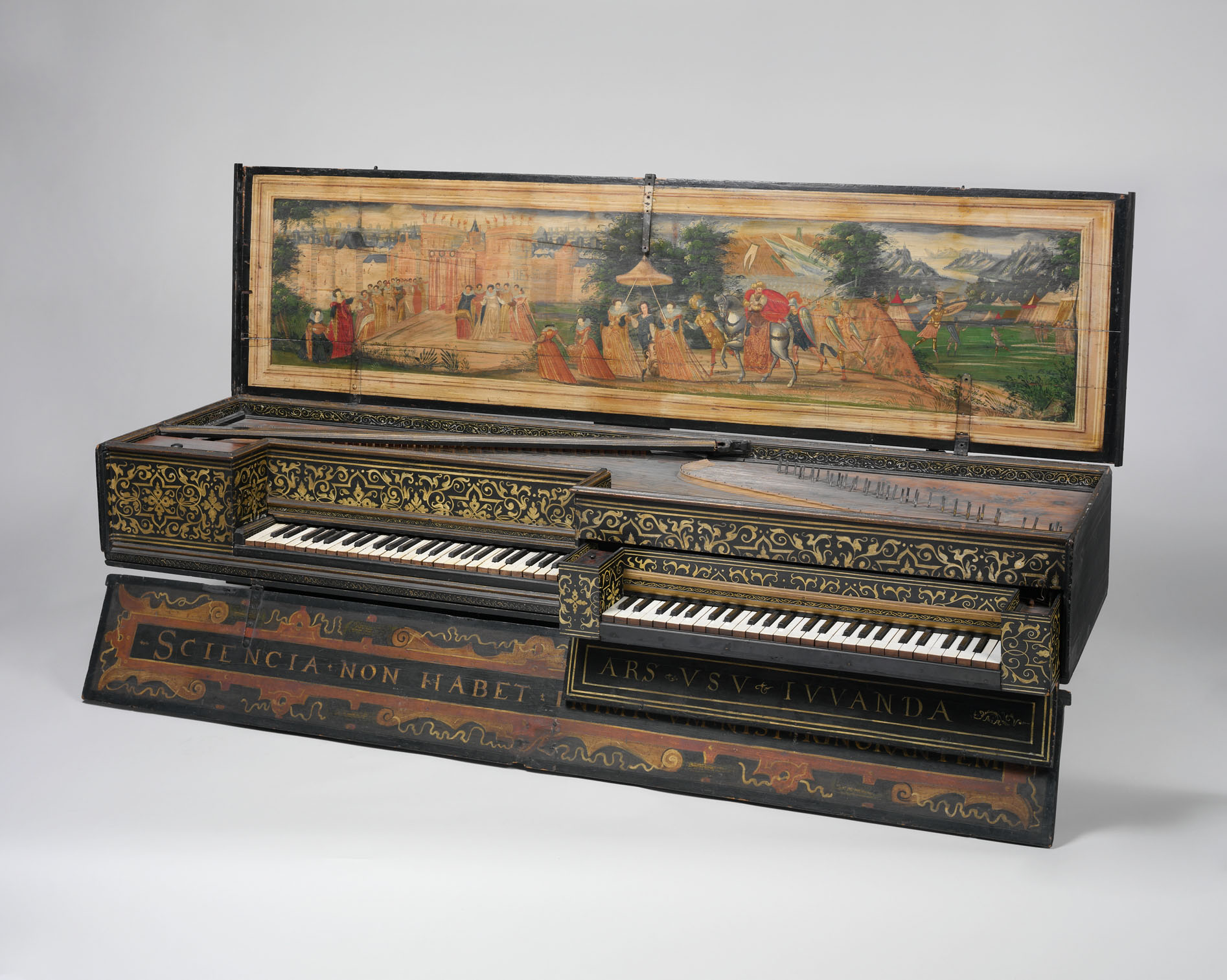
ویرجینال‌های دوقلول (۱۶۰۰) توسط Lodewijck Grouwels. (MET 89.4.1196)

سازنده‌های فلاندری، به ویژه خانواده روکرز که سازنده ویرجینال‌ها بودند، نوع خاصی از ویرجینال را به نام مادر و کودک تولید کرد (moeder und kind). این شامل دو ساز در یک دستگاه بود: یک باکره معمولی (اعم از اسپینت یا موزیلار) با یک (مثلاً) رجیستر ۸ اینچی و یک اوتاوینو با یک رجیستر ۴ اینچی. و می‌توان آن را بیرون آورد و به عنوان یک ساز صفحه کلید جداگانه نواخت. با این حال، این دو ساز را می‌توان با هم پیوند داد، اوتاوینو روی سیمهای ویرجینال بزرگتر قرار می‌گرفت، به طوری که جک‌های ساز بزرگتر از شکافی در پایین اوتاوینو عبور می‌کنند. حالا جک‌های ساز بزرگتر کلیدهای اوتاوینو را فعال می‌کند، به طوری که هر دو ساز همزمان صدا می‌دهند و صدای زیباتری می‌دهند.

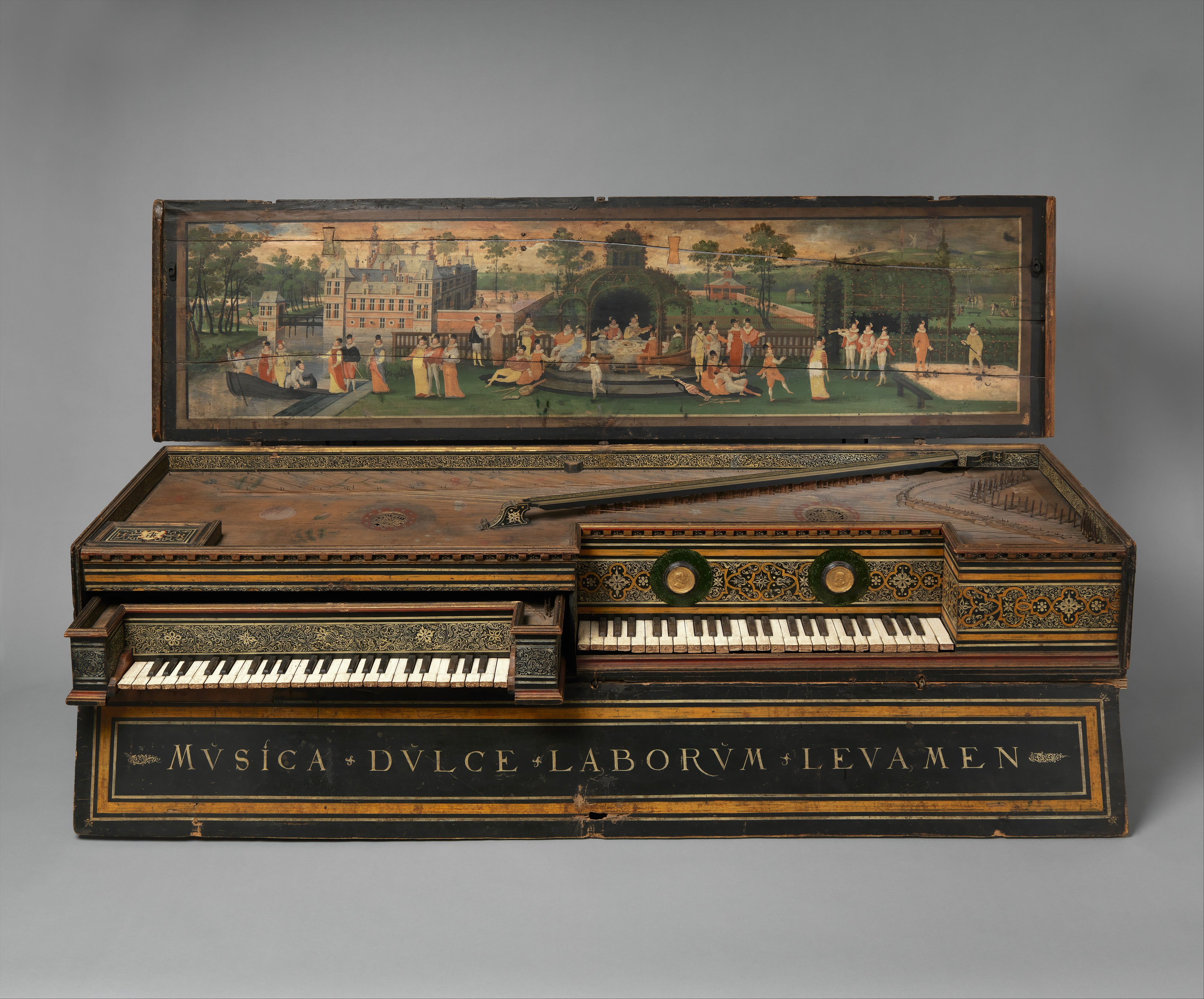
دو ویرجینال (۱۵۸۱) توسط هانس روکرز بزرگتر. (MET 29.90)

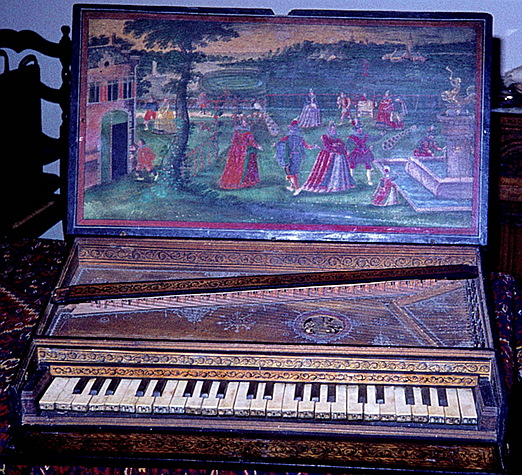
هانس روکرز به تنهایی ویرجینال (۱۶۱۰) از مجموعه صفحه کلید هانس آدلر ایستاده‌است. [http://hansadlercollection.blogspot.ca/2012/12/hans-rueckers-epinette.html

در میان سازهای موجود در فهرست هنری هشتم انگلستان، که توسط فیلیپ ون ویلدر در سال ویرجینال" و سایر سازهای نا معلوم ذکر شده‌است. اما نام این ساز ۳۰ سال قبل از تولید ویرجینال دوقلو نوشته شده‌اند.

## مختصات‌ها و اندازه‌ها
مختصات صفحه کلید ازترین virginals C 2 / E 2 به C 6 (45 یادداشت، ۴ اکتاو)، اکتاو پایین‌تر اکتاو کوتاه تنظیم شد، به طوری که E پایین صدا C 2، پایین F ♯ صدا D 2، و در پایین G ♯ صدا E 2، در نتیجه استفاده از کلیدهای اسمی که به ندرت در رپرتوار معاصر مورد استفاده قرار گرفت به برخی از مدل‌های ایتالیایی از C 2 تا F 6 (54 یادداشت ،۴۱⁄۲ اکتاو).
ویرجینال در اندازه‌های مختلف موجود بود. ارگ نواز و چنگ هلندی Class Douwes (حدود ۱۶۵۰ - حدود ۱۷۲۵) از سازهایی به ۶ فوت (۱٫۸ متر) تا۲ ۱⁄۲ فوت (۰٫۷۶ متر) تفاوت بین زیرو بمی مدل‌های ارائه شده توسط کارگاه Ruckers به هیچ وجه خودسرانه نبودند، فواصل موسیقی از یک تن، یک ۴، یک ۵، یک اکتاو و نهم. بر اساس جرم‌گیری‌هایی که توسط Douwes ارائه شده‌است، تعیین تکلیف برای این سازها پیشنهاد شده‌است. اکثر سازهای مدرن عیار در ارتفاع ۸ اینچ یا اوتاوینی در ۴ اینچ هستند، هرچند هیچ ساز روکرز بازمانده از اینمدل وجود ندارد، و به احتمال زیاد هیچ‌کدام هرگز توسط کارگاه او ساخته نشده‌است.

## تزیین
در حالی که بسیاری از ویرجینال‌های اولیه در سراسر اروپا در چوب ساده رها شده بودند، بعد از مدتی تزئینات زیادی به آنها اضافه شد، که ممکن است به بقای بسیاری از چنین سازهایی کمک کرده باشد. از قالب بندی روی لبه‌های بدنه، جکری و تسمه‌های نامدار گرفته تا تزئینات عاج، مادر مروارید، مرمر، عقیق، لاک پشت یا سنگهای نیمه قیمتی، و حتی نقاشی پیچیده، که هیچ‌کس از عهده آنها بر نمی‌آید.
بیشتر ویرجینال فلمندی با گل، میوه، پرندگان، کرم‌ها، پروانه‌ها و حتی میگوهای پخته رنگ آمیزی شده بودند که همه در حاشیه آبی رنگ و پیچیده عربی به چشم می‌خوردند. به نظر می‌رسد بسیاری از این نقوش نمادهای قیامتی هستند (Germann, p. 28) کلیدها معمولاً با استخوان پوشانده شده بودند و نوک تیز کلید از بلوط یا به ندرت شاه بلوط بود. قسمت بیرونی بدنه معمولاً از سنگ مرمر بود، در حالی که داخل آن با کاغذهای ترانسفر چاپ شده تزئین شده بود. گهگاه داخل درپوش نقاشی تزئینی داشت. و بیشتر اوقات با کاغذهای چاپ که با شعار لاتین تزئین شده بود و معمولاً با اخلاق یا موسیقی مرتبط بود، همچنین می‌توان بعضی شعارها را روی تخته کلید قرار داد. برخی از شعارهای معمولی عبارتند از:
- SIC TRANSIT GLORIA MVNDI (بنابراین جلال جهان می‌گذرد)
- MVSICA DVLCE LABORVM LEVAMEN (موسیقی آرامش شیرین‌کار است)
- MVSICA DONVM DEI (موسیقی هدیه خداست)

هنرمند هلندی یوهانس ورمیر یکی از چندین نقاشی بود که شامل نقاشی‌هایی از جمله نمونه‌های ویرجینال بود.

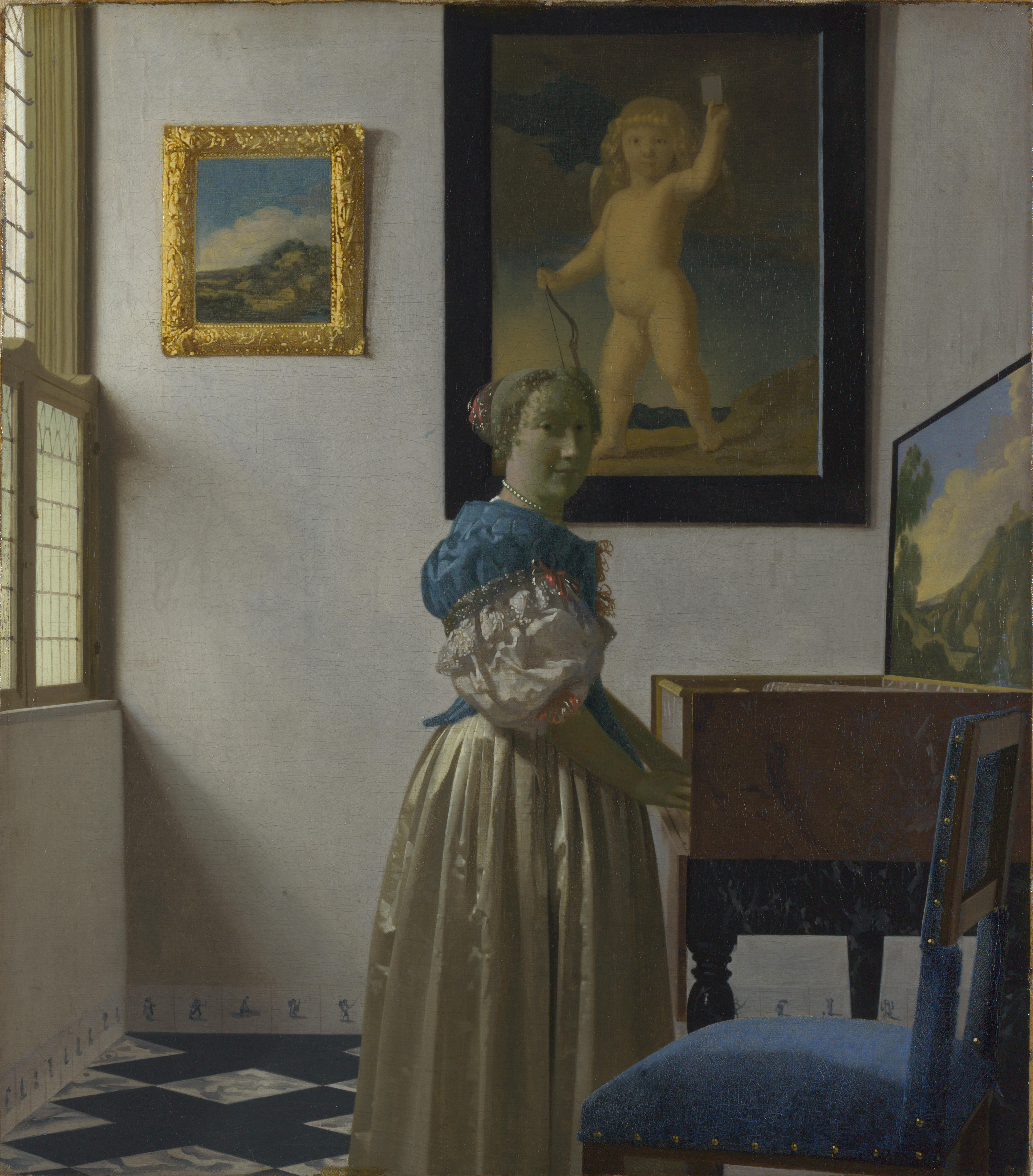
خانم ایستاده در کنار یک موزه، اثر یوهانس ورمیر

چیدمانی استاندارد برای ویرجینال‌های ایتالیایی وجود نداشت. اغلب این ویرجینال‌های ایتالیایی که تزئین شده بود، و ساز معمولی را ساده می‌گذاشتند (معمولاً برای ویرجینال‌های ونیزی). این موارد را می‌توان با نقاشی‌هایی از گروتسک، صحنه‌های کلاسیک یا مارکت تزئین کرد. مدل‌های رومیزی می‌توانند از چوب شمشاد ساده باشند یا در وسایل دیگر با عاج، آبنوس، مروارید یا لاک پشت صدف تزئین شده (مانند اغلب موارد در شمال ایتالیا).

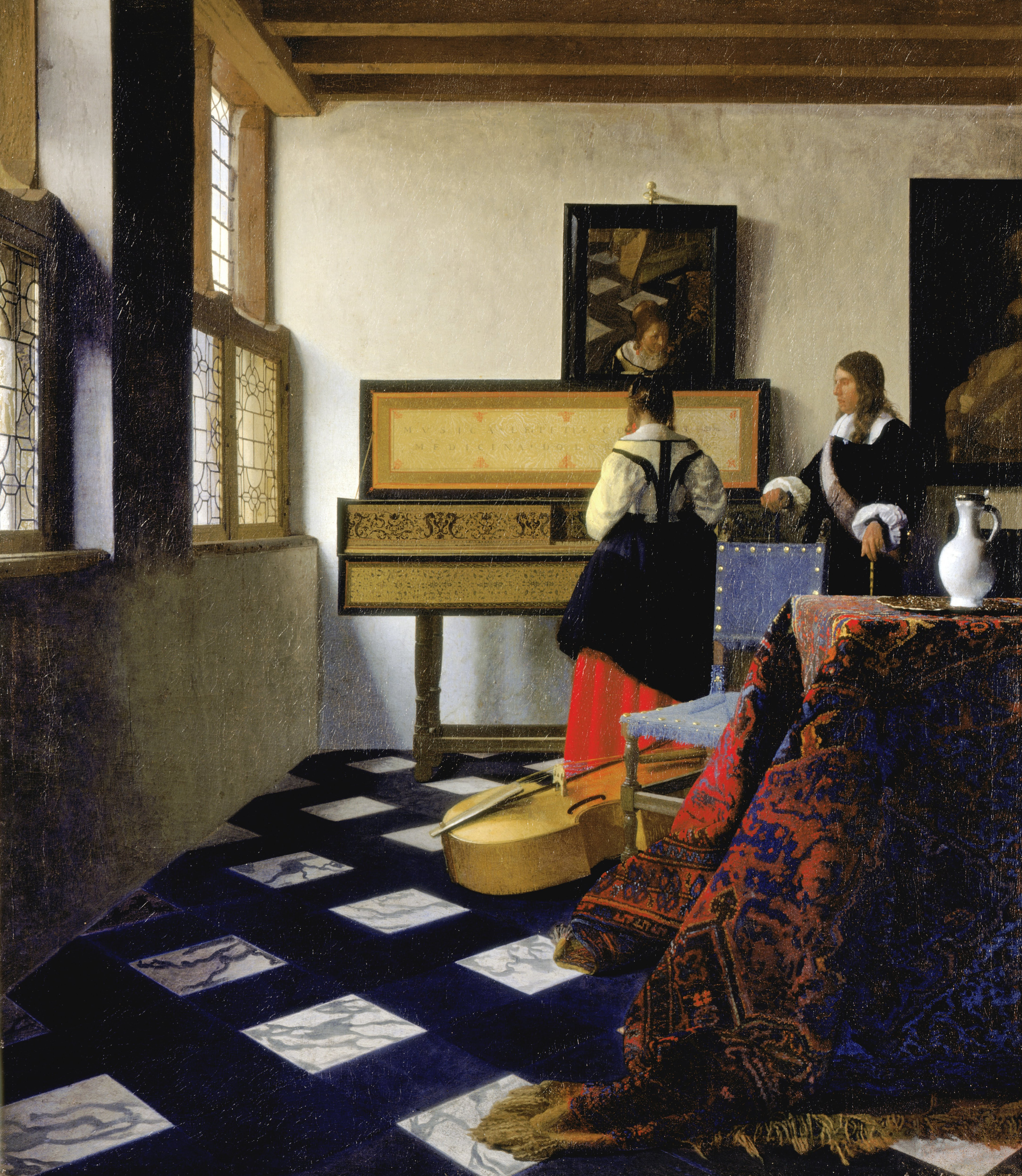
درس موسیقی، نوشته یوهانس ورمیر

به‌طور سنتی، ویرجینال‌های شمالی و ایتالیایی با طرح گل رز کنده کاری می‌شدند، اگرچه این تزئینات قرون وسطایی بودند، اما هرگز به صورت یکپارچه به عنوان بخشی از ویرجینال حک نشده‌اند در سازهای فلاندرایی، ویرجینال معمولاً از سرب ساخته می‌شد و طلاکاری می‌شد و معمولاً حروف اولیه سازنده را در بر می‌گرفت.

## آهنگسازان و مجموعه آثار
همان‌طور که در بالا اشاره شد، کلمه ویرجینال را می‌توان برای هر ساز کیبورد زهی به کار برد، و از آنجایی که در دوران شکوفایی ویرجینال‌ها به ندرت نشانه ای از ساز در قطعات موسیقی وجود داشت، به ندرت می‌توان آهنگسازی را یافت که بتوان گفت به‌طور خاص برای آن ساز می‌نوازد، تقریباً تمام موسیقی‌های صفحه کلید دوران رنسانس در سازهای هرپسیکال، ویرجینال، کلاوکورد یا ارگان به یک اندازه زیبا بنظر می‌رسند. و مشکوک است که آیا آهنگساز هنگام نوشتن موسیقی صفحه کلید ساز خاصی در ذهن داشته‌است. لیستی از آهنگسازان هنگام نوشتم به ویرجینال نظر داشته‌اند (در میان سایر سازها) ممکن است ویرجینالیست یافت شود. اگرچه «مکتب ویرجینالی» معمولاً به آهنگسازان انگلیسی اشاره می‌کند، اما استفاده از این کلمه در ارتباط با برخی از آهنگسازان صفحه کلید قاره ای آن دوره، مانند Girolamo Frescobaldi و Giovanni Picchi، یا Samuel Scheidt و Jan Pieterszoon Sweelinck، نادرست نخواهد بود. و آنها فقط در این رشته تخصص نداشتند
از بین ده‌ها کتاب «ویرجینال» به اصطلاح انگلیسی، فقط کتاب ویرجینالالیزابت راجرز این کلمه را در عنوان اصلی خود دارد: سایر مجموعه‌ها توسط محققان موسیقی در قرن نوزدهم یا بیستم به این نام نسبت داده شد.
مجموعه ای از «کتابهای اصلی» انگلیسی شامل موارد زیر است:

## یادداشت
۱۵۵۳ نوشته شده‌است، مواردی از "ویرجینال دو قلو"، "یک جفت جدید دو